# Kraniosinostoze
Kraniosinostoze, sinostoze sutura (šavova) ili kranijalne/kraniofacijalne dizostoze  su oboljenja koja se karakterišu patološkom prevremenom fuzijom jedne ili više kranijumskih sutura (šava) usled čega dolazi do nastanka abnormalnog oblika lobanje. Kao posledica deformiteta lobanje prouzrokovani kraniosinostozom, može nastati kraniostenoza, sa pratećim deformitetima lobanje.
Simptomi bolesti, kao i njene ozbiljne posledice, rezultuju indikacijama za hiruršku
intervenciju, koja može biti estetska i funkcionalna. Oblikovanje lica je neophodno zbog unapređenja društvene integracije deteta. Binokularni vid, adekvatna respiracija i razvoj govora su takođe neophodni za prihvatanje i razvoj. Međutim i pored značajnog napretka hirurških metoda operativne mere predstavljaju samo simptomatsku terapiju i ne uklanjaju uzrok bolesti.

## Naziv
Naziv kraniosinostoza uveo je Bertoleti M. 1914. godine. On je definisao kraniosinostozu kao prevremeno koštano spajanje sutura lobanje što dovodi do opšte ili transkribovane inhibicije rasta lobanje.

## Istorija
Koliko je star ljudski rod toliko su stara i oboljenja iz grupe kraniofacijalnih deformiteta. Najstariji sačuvani dokazi otkriveni su u fosilnim ostacima pračoveka u Španiji, koji potiču iz perioda od pre više od 500.000 godina (lobanja deteta sa kraniostenotičnim deformitetom).
U prošlosti, specifičnosti malformacija u oblasti lica i lobanje bile su tumačene kao odraz mračnih sila i lošeg ljudskog karaktera. Ti ljudi su bili vređani i nazivani poturenom decom ili čudovištima. Vodili su skriveni život i kretali se samo u krugu porodice, ili su bili smeštani u ludnice. Često su spektakularno u javnosti bili predstavljani kao nakaze i čudovišta i njihova pojava izazivala je čuđenje ili prezir.
Najraniji spisi koji opisuju ove malformacije vezuju se za ime Herodota (490—425 pre n.e.). On je opisao glavu koja se sastojala od samo jedne kosti, što je očigledno bio slučaj pansinostoze, posebno okoštavanja kranijalnih šavova (sutura).
Jedan od najstarijih kliničkih opisa koji bi mogli odgovarati kraniosinostozi datira još iz vremena Hipokrata i Galena, dok prvi istorijski navod kraniosinostoze potiču iz 75. godine n.e. iz zapisa Plutarha.
Za čuvenog Atinskog državnika i vojskovođu Perikla, koji je imao savršenu atletsku figuru istoričar navode da je imao disproporcionalnu glavu, i da je zbog toga na svim sačuvanim umetničkim delima isključivo prikazivan sa šlemom koji skriva deformisanu i veoma izduženu lobanju.

Da je izmenjen oblik glave povezan sa kraniosinostozom, odnosno fuzijom sutura otkrio je Vezalijus 1543. godine u jednom od najuticajnijih dela u istoriji medicine De Humani Corporis Fabrica.
Opisujući normalnu lobanju kao sferu sa blagim lateralnim ulegnućima i blago izduženu ka napred i pozadi, umetnik prikazuje i četiri abnormalna oblika lobanje koji odgovaraju deformitetima koji se tipično sreću kod kraniosinostoza.
Oblik lobanje izučavan je u svim kulturama, a estetski kriterijumi tokom vekova i svaka epoha imao svoje standarde poželjnog izgleda.
Tehnike artificijelne deformacije kranijuma kroz vekove
Kod dece je kroz vekove bila u primeni artificijelne deformacije kranijuma npr. u drevnim civilizacijama Sumera, Egipćana, Olmeka, Maja i Inka. Drevni narodi su kroz ovaj postupak su želeli da lobanja:
- dobije prteći i zastrašujući izgled za neprijatelja (Huni),
- posluži za prikazivanja plemenske pripadnosti (Američki Indijanci)
- posluži kao simbol plemenitog porekla.[13][14][15]

Uobičajene metode za postizanje željenog oblika glave, u mnogim civilizacijama bile su zatezanje traka od tkanine oko glave ili dugotrajni pritisak glave deteta o kamenu ili drvenu ploču.
Prvo hirurško lečenje kraniosinostoze
Prvu hiruršku intervenciju kod pacijenta sa kraniosinostozom izveo je američki hirurg L.C. Lane 1888. godine. Operacija je izvedena uu primenu etar, hloroform, alkohol anestezije, pri čemu je načinjena bilateralna fronto-parijetalna osteotomija i rana suturirana metalnim kopčama. Operativni zahvat se neuspešno završio, smrtnim ishodom bolesnika 14 sati nakon operacije.
Prvo uspešno hirurško lečenje kraniosinostoze
Prvu uspešnu intervenciju kod bolesnika sa kraniosinostozom izveo je O.M. Lannelongue 1890. godine, primenom dve strip kraniektomije, paralelne sa sagitalnom suturom. Operacija je izvršena kod deteta sa dolihocefalijom. Lannelongue je obavio ukupno 56 ovakvih intervencija, od kojih se samo jedna okončala smrtnim ishodom. Različite modifikacije njegovog pristupa i danas se koriste u endoskopski asistiranim operacijama kraniosinostoze.

## Epidemiologija
Morbiditet
Procenjuje se da kraniosinostoza pogađa 1,8 — 3,0 živorođena deseta na globalnom nivou, sa nešto većom učestalosti kod muškaraca (3 od 4 slučaja). 
- Sagitalna sinostoza je najčešći fenotip, i čini 40% do 55% nesindromskih slučajeva,
- Učestalost koronalnih sinostoza je između 20% i 25% slučajeva.
- Metopna sinostoza se javlja u 5% do 15% slučajeva
- Lambdoidna sinostoza se javlja u 0% do 5% nesindromskih slučajeva.
- U 5% do 15% slučajeva zahvaćeno je više od jednog šava; to su složene kraniosinostoze, koje su obično deo nekog sindroma.

| Država           | Incidenca               |
| ---------------- | ----------------------- |
| SAD              | 10 – 16 / 10.000 ž.r.d. |
| Francuska        | 4,7 / 10.000 ž.r.d.     |
| Velika Britanija | 4 – 5 / 10.000 ž.r.d.   |
| Srbija           | nepoznato               |

## Etiopatogeneza
Kraniofacijalna morfologija čoveka je kompleksna, pa su tako anomalija determinisana: genetskim, epigenetskim i mehaničkim faktorima, kao i faktorima okruženja. Brojne do sada sproveden studije pokazale su da postoje značajne nasledne komponente kraniofacijalnih dimenzija.
I pored činjenice da se genetski defekt može verifikovati u oko 30% kompleksnih i sindromskih kraniosinostoza, etiološki faktori koji dovode do ekspresije nesindromske forme bolesti najčešće nisu poznati. Pojedini autori definišu nesindromske sinostoze kao multifaktorijalne poremećaje kod kojih se sustiču uticaji izražene genetske komponente sa epigenetskim faktorima i faktorima okruženja za vreme prenatalnog perioda.

Pod uticajem naslednih , urođenih) i drugih navedenih faktora mogu nastati kraniosinostoze u kojima se kosti u bebinoj lobanji prerano spajaju. To se dešava pre nego što se bebin mozak u potpunosti formira. Kako bebin mozak raste, lobanja može sve više da se izobliči, i dovesti do potencijalnih funkcionalnih i organskih poremećaja. 
Tako, na primer, kraniofacijalna deformacija koja se javlja kod sindromskih kraniosinostoza, može dovesti do redukcije veličine orbite, koja sa svoje strane može dovesti do proptoze bulbusa, koja opet može imati za posledicu abraziju ili iritaciju rožnjače. Isto tako, fuzija kranijalne suture ponekad ima za posledicu hroničnu intrakranijalnu hipertenziju koja može biti uzročnik trajnih poremećaja vida ili psihomotornog deficita. 
Prostori između tipičnih bebinih kostiju ispunjeni su fleksibilnim materijalom i nazivaju se šavovima. Ovi šavovi omogućavaju lobanji da raste kako bebin mozak raste. Otprilike ui drugoj godini života detetove lobanjske kosti počinju da se spajaju, odnosno zatvaraju, i tako  šavovi postaju kosti. Kod beba sa kraniosinostozom jedan ili više šavova se prerano zatvara. što može ograničiti ili usporiti rast bebinog mozga.
Kada se šav prerano zatvori, odnosna kada se kosti lobanje prerano spoje, bebina glava će prestati da raste samo u tom delu lobanje. U ostalim delovima lobanje gde se šavovi nisu spojili, bebina glava ćnastavqa da i dalje rasti. Kada se to dogodi, lobanja će imati nenormalan oblik, iako je mozak unutar lobanje narastao do uobičajene veličine. 
Kako se ponekad više od jednog šava zatvara prerano, mozak neće imati dovoljno prostora da naraste do uobičajene veličine, što rezultuje porastom unutarlobanjskoga pritiska unutar lobanje.

## Tipovi kraniosinostoza
Kraniosinostoze se mogu podeliti na više načina, neke od tih podela su:
Prema broju simptoma
| Tip          | Karakteristike |
| ------------ | --- |
| Nesindromske | - Javljaju se u više od 85% slučajeva - Obično zahvataju samo jednu suturu (unisuturne ili proste kraniosinostoze)               |
| Sindromske   | - Sreću se u do 15% slučajeva - Po pravilu praćene su fuzijom više sutura (kompleksne kraniosinostoze, kraniofacijalni sindromi) |

Prema broju zahvaćenih sutura
| Tip          | Karakteristike |
| ------------ | --- |
| Pojedinačne  | |
| Multisuturne | - To su kraniosinostoze kod kojih dolazi do fuzije bar dve različite suture - Čine približno 20% svih nesindromskih kraniosinostoza. - Veoma često mogu se sresti u okviru kraniofacijalnih sindroma. |

Prema etiologiji
| Tip        | Karakteristike |
| ---------- | --- |
| Primarne   | - Kod kojih dolazi do prematurne fuzije jedne ili više sutura. |
| Sekundarne | - Kod kojih je biologija sutura normalna, a do progresivne fuzije sutura dolazi usled raznih metaboličkih poremećaja (hipertireoidizam, mukopolisaharidoze, rahitis), hematoloških bolesti, implantacije ventrikuloperitonealnog šanta ili u sklopu primarne mikrocefalije |

Oblik kranijuma je karakterističan za svaki od tipova kraniosinostoze. 
Smatra se da svaka od suturnih sinostoza (npr. sagitalna, koronalna, lambdoidna) predstavlja zasebno oboljenje.
Neklasifikovani tipovi kraniosinostoza
Pored klasifikovanih tipova kraniosinostoze, retko se mogu sresti i neklasifikovane kraniosinostoze čija incidencija iznosi ispod 5% svih sinostoza i kojima pripadaju dvosuturna bolest (prematurna fuzija dve suture) i pojedine multisuturne sinostoze, čije hirurško lečenje zahteva individualni pristup sa češćom potrebom za sekundarnom intervencijom odnosno reoperacijom.

## Vrste kraniosinostoze
Vrsta kraniosinostoze koja će se javiti zavise od toga koliko rano se spajaju šavovi.

### Sagitalna sinostoza (skafocefalija)
Sagitalni šav lobanje pruža se po vrhu glave, od bebine fontanele blizu prednjeg dela glave do zadnjeg dela glave i spaja veliku i malu fontanelu.  Kada se ovaj šav prerano zatvori, na bebinoj glavi se razvija skafocefalija (koja spada u vrstu plagiocefalije). Ona je jedan od najčešćih oblika kraniosinostooze.
Kako kod skafocefalije kost raste preko mekog tkiva, spajaju se dve kosti i time sprečava dalji rast lobanje. Glava postaje veoma uska, jer se ne može proširiti s jedne na drugu stranu lobanje,

### Koronalna sinostoza (prednja plagiocefalija)
Desni i levi koronalni šav lobanje pruža se od oba uva sve do sagitalnog šava na vrhu glave. Kada se jedan od ovih šavova prerano zatvori, beba može imati spljošteno čelo na strani lobanje koja se rano zatvorila (prednja plagiocefalija). 
Ovo je druga po učestalosti vrsta plagiocefalije koja obično nastaje ukoliko beba spava na leđima, glavom okrenutom ka gore. Na taj način njena glava postaje ravna sa zadnje strane.  

#### Bikoronalna sinostoza (brahicefalija)
Ova vrsta kraniosinostoze nastaje kada se koronalni šavovi sa obe strane bebine glave prerano zatvore. U ovom slučaju, bebina glava će biti široka i kratka (brahicefalija).

### Lambdoidna sinostoza (zadnja plagiocefalija)
Lambdoidni šav lobanje pruža se uzduž glave. Ako se ovaj šav prerano zatvori, bebina glava može biti spljoštena na zadnjoj strani (zadnja plagiocefalija). Ovo je jedna od retkih vrsta raniosinostoze.

### Metopna sinostoza (trigonocefalija)
Metopna sinostoza ili trigonocefalija jedna od najređih vrsta kraniosinostoze, koja nasrtaje ako se metopični šav zatvori prerano. Tada vrh bebine glave može izgledati trouglasto, što znači da je glava uska spreda i široka pozadi (trigonocefalija). 
Razvoj trigonocefalije izazvan je prevremenim okoštavanjem metopične suture (koja se pruža od bebinog nosa do sagitalnog šava na vrhu glave, pri čemu čelo i vrh bebine glave može izgledati trouglasto.
Izraženi obod kosti se može primetiti kod istog pacijenta. Istovremeno, frontolateralna regija se zaravnjuje. Čelo u celini je usko, dok okcipitalna regija izgleda prošireno. Oči se približavaju, što dovodi do hipotelorizma. Rast srednjeg dela lica kod ove anomalije je retko zahvaćen i uglavnom je regija srednjih režnjeva ograničena.

### Multisuturne (kompleksne) sinostoze
Multisuturne (kompleksne) sinostoze, kojih je opisano više od 70 različitih tipova, nastaju kao posledica fuzije dve ili više različitih sutura i mogu da se podele na:
- nesindromske multisuturne kraniosinostoze i
- multisuturne kraniosinostoze koje se sreću u okviru kraniofacijalnih sindroma.

Fuzija sutura se može odigrati u približno isto vreme ili se proces fuzije može odvijati različitim redom, kao što je to slučaj kod sindromskih multisuturnih kraniosinostoza. 
Često su praćene simptomatskom intrakranijalnom hipertenzijom koja ukoliko ostane nelečena vremenom dovodi do nastanka neuropsihološkog deficita. Pored intrakranijalne hipertenzije koja postaje problem već u prvim mesecima života, drugi patogenetski faktori od značaja su aktivni poremećaji dinamike cerebrospinalne tečnosti, venska hipertenzija i progresivna kraniocerebralna disproporcija.

### Kraniofacijalni sindromi
| Naziv sindroma                 | Tip sinostoze             | Glavne kliničke karakteristike                                 | OMIM referenca | Mutacija gena |
| ------------------------------ | ------------------------- | -------------------------------------------------------------- | -------------- | ------------- |
| Kruzonov sindrom               | bikoronalna               | hipoplazija srednjeg masiva lica                               | 123500         | FGFR2, FGFR3  |
| Apertov sindrom                | bikoronalna               | hipoplazija srednjeg masiva lica • sindaktilija šaka i stopala | 101200         | FGFR2         |
| Kruzonov dermoskeletni sindrom | bikoronalna               | hipoplazija srednjeg masiva lica • Acanthosis nigricans        | 134934         | FGFR3         |
| Jackson–Weiss siindrom         | bikoronalna               | akrocefalija • širok i medijalno deviran palac na nozi         | 123150         | FGFR1, FGFR2  |
| Muenke sindrom                 | uni/bikoronalna           | asimetrična akrocefalija • gubitak sluha                       | 602849         | FGFR3         |
| Pfeiffer sindrom               | bikoronalna               | hipoplazija srednjeg masiva lica • tri podtipa                 | 101600         | FGFR1, FGFR2  |
| Saethre-Chotzen sindrom        | bikoronalna               | ptoza • niska linija kose                                      | 101400         | TWIST1        |
| Karpenterov sindrom            | bikoronalna, sagitalna    | brahituricefalija • brahisindaktilija                          | 201000         | RAB23         |
| Antly-Bixler sindrom           | bikoronalna, bilambdoidna | brahicefalija • hipoplazija lica • radiohumeralna sinostoza    | 207410         | FGFR2, POR    |

- Bolesnici sa nekim od kranifacijalnih sindroma
- Apertov sindrom
- Carpenter syndrome
- Kruzonov sindrom
- Muenke syndrome
- Pfeiffer syndrome
- Saethre-Chotzen syndrome

## Klinička slika
Klinička slika zavise od vrste kraniosinostoze, ali se u načelu javljaju sledeći znaci i simptomi:
- Na lobanji novorođenčeta nema „mekog mesta“ (fontanela)
- Uzdignut tvrdi greben duž zahvaćenih šavova
- Neobičan (deformisdan) oblik glave
- Usporeno ili odsutno povećanja veličine glave tokom vremena u kome bi beba trebalo da raste.

## Dijagnoza
Kraniosinostosis se obično dijagnostikuje ubrzo nakon rođenja bebe. Ponekad se dijagnostikuje i kasnije u životu deteta.
Obično je prvi znak kraniosinostoze abnormalno oblikovana lobanja. Ostali znakovi mogu uključivati:
- Nema „meke tačke“ na bebinoj lobanji
- Podignuta čvrsta ivica na kojoj su se šavovi rano zatvorili
- Usporen rast ili bez rasta bebine glave tokom fiziološkog perioda razvoja

Kraniosinostoza se može ustanoviti fizičkim pregledom, 
- opipavanjem šavova na bebinoj glavi
- merenjem veličine lobanje,
- pregledom oblika bebinog lica.

Ako sumnja da bi beba mogla imati kraniosinostozu, lekar obično zahteva jedan ili više imidžing testova koji će mu pomoći da potvrdi dijagnozu. Na primer, specijalni rendgenski test, kao što je CT ili CAT skeniranje, može pokazati strukture lobanji i mozgu, i da li su određeni šavovi zatvoreni i kako mozak raste.

## Terapija
Mnoge vrste kraniosinostoze zahtevaju operativni zahvat. Hirurški postupak je osmišljen za oslobađanje pritiska na mozak, uklanjanje kraniosinostoze i omogućavanje mozgu da pravilno raste. Po potrebi se hirurški zahvat obično izvodi tokom prve godine života. Ali, vreme operacije zavisi od toga kada su šavovi zatvoreni i da li beba ima jedan od genetskih sindroma koji mogu izazvati kraniosinostozu.
Bebama sa vrlo blagom kraniosinostozom možda neće biti potrebna operacija. Kako beba raste i raste kosa, oblik lobanje može postati manje uočljiv. Ponekad se mogu koristiti posebne medicinske kacige da bi se pomoglo da se pravilno oblikovala bebina lobanja.
Svaka beba rođena sa kraniosinostozom je različita, a stanje može varirati od blagog do teškog. Većina beba sa kraniosinostozom je inače zdrava. Međutim, neka deca imaju zastoj u razvoju ili intelektualne teškoće, jer je ili kraniosinostoza sprečila bebin mozak da normalno raste i radi, ili zato što beba ima genetski sindrom koji je izazvao i kraniosinostozu, kao i probleme s tim kako mozak funkcioniše. 
Beba sa kraniosinostozom moraće redovno da posećuje lekara kako bi se lekar uverio da se mozak i lobanja pravilno razvijaju. Bebe sa kraniosinostozom često mogu imati koristi od ranih intervencija kako bi im se pomogl kod bilo kakvih zastoja u razvoju ili kod narušenih intelektualnih sposobnosti. 
Neka deca sa kraniosinostozom mogu imati problema sa samopoštovanjem jer su zabrinuta zbog izgleda i vidljivih razlika između njih i druge dece. U takvim uslovima grupna podrška roditelja ali i roditeljima može biti korisna za decu i porodice sa decom koja boluju od urođenog oštećenja glave i lica, uključujući i kraniosinostozu.

## Napomene
1. ↑  Vrlo je očigledno da je pojam lepog isključivo subjektivna kategorija, zavisna od individualne percepcije i još od Antičke Grčke poznato je da je lepota u oku posmatrača. Umetnost namerne (artificijelne) deformacije lobanje javlja se hiljadama godina pre prve hirurške korekcije izgleda lobanje, kao težnja čoveka da sebe učini boljim i da se izdigne iznad ostalih.[12]

## Literatura
- Centers for Disease Control and Prevention website. Facts about craniosynostosis.
- Graham JM, Sanchwez-Lara PA. Craniosynostosis: general. In: Graham JM, Sanchez-Lara PA, eds. Smith's Recognizable Patterns of Human Deformation. 4th ed. Philadelphia, PA: Elsevier; 2016:chap 29.
- Kinsman SL, Johnston MV. Congenital anomalies of the central nervous system. In: Kliegman RM, Stanton BF, St. Geme JW, Schor NF, eds. Nelson Textbook of Pediatrics. 20th ed. Philadelphia, PA: Elsevier; 2016:chap 591.
- Ebenezer, Roy (1960). „Craniostenosis or oxycephaly”. Indian Journal of Ophthalmology. 8 (3): 77—80. ISSN 0301-4738.
- Adam, M. P.; Mirzaa, G. M.; Pagon, R. A.; Wallace, S. E.; Bean LJH; Gripp, K. W.; Amemiya, A.; Wenger, T.; Miller, D.; Evans, K. (1993). „FGFR Craniosynostosis Syndromes Overview”. University of Washington, Seattle. PMID 20301628. Недостаје или је празан параметар |title= (помоћ)

## Spoljašnje veze
|  | Molimo Vas, obratite pažnju na važno upozorenje u vezi sa temama iz oblasti medicine (zdravlja). |